# Ebbinghaus-illusie

Ebbinghaus-illusie (de twee centrale cirkels zijn even groot)

De Ebbinghaus-illusie is een optische illusie die betrekking heeft op de perceptie van relatieve grootte. De illusie werd ontdekt door de Duitse psycholoog Hermann Ebbinghaus (1850-1909). In het plaatje zijn twee oranje cirkels van dezelfde grootte omringd door een ring van grote cirkels respectievelijk kleine cirkels. De eerste centrale cirkel lijkt kleiner dan de tweede.
Deze illusie is verwant aan de maanillusie waarbij het lijkt alsof de maan groter is als ze net boven de horizon staat dan wanneer ze in de open hemel staat omdat je het net boven de horizon ziet in relatie tot gebouwen.
De relatief lange poten van een spin scheppen de illusie dat het eigenlijke lichaam er veel kleiner uitziet dan het werkelijk is.